# Malcolm Arnold
Malcolm Arnold, född 21 oktober 1921 i Northampton, död 23 september 2006 i Norwich, var en engelsk kompositör. Han är mest känd för att ha skrivit lättare musik, musik till filmer och skådespel, baletter och symfonier. Han skrev bl.a. musiken till filmen Bron över floden Kwai.
Arnold var en ganska konservativ tonsättare av tonal musik. Han sade sig vara påverkad av Hector Berlioz, Gustav Mahler, Béla Bartók och jazzmusik.
Han var också en framstående trumpetare och var medlem av London Philharmonic Orchestra.

## Verkförteckning (urval)

### Operor
- The Dancing Master, op. 34 (1952; en akt)
- The Open Window, op. 56 (1956; en akt)

### Baletter
- Homage to the Queen (Op. 42, 1953; koreografi av Frederick Ashton)
- Rinaldo and Armida (Op. 49, 1954; koreografi av Ashton)
- Solitaire (1956; bygger på English Dances, koreografi av Kenneth MacMillan)
- Sweeney Todd (Op. 68, 1959; koreografi av John Cranko)
- Electra (Op. 79, 1963; koreografi av Robert Helpmann)
- The Three Musketeers (2006; arrangerad från annan Arnold-musik; koreografi av David Nixon)

### Orkesterverk

#### Symfonier
- Symphony for Strings, op. 13 (1946)
- Symfoni nr 1, op. 22 (1949)
- Symfoni nr 2, op. 40 (1953)
- Toy Symphony, op. 62 (1957)
- Symfoni nr 3, op. 63 (1957)
- Symfoni nr 4, op. 71 (1960)
- Symfoni nr 5, op. 74 (1961)
- Symfoni nr 6, op. 95 (1967)
- Symfoni nr 7, op. 113 (1973)
- Symfoni nr 8, op. 124 (1978)
- Symfoni nr 9, op. 128 (1986)

#### Konserter
- Hornkonsert nr 1, op. 11 (1945)
- Klarinettkonsert nr 1, op. 20 (1948)
- Konsert för två pianon och stråkar, op. 32 (1951)
- Oboekonsert, op. 39 (1952)
- Flöjtkonsert nr 1, op. 45 (1954)
- Munspelskonsert, op. 46 (1954)
- Orgelkonsert, op. 47 (1954)
- Serenad för gitarr och stråkar, op. 50 (1955)
- Hornkonsert nr 2, op. 58 (1956)
- Gitarrkonsert, op. 67 (1959)
- Konsert för två violiner och stråkorkester, op. 77 (1962)
- Konsert för trehändigt piano och orkester, op. 104 (1969); mer känd som Concerto for Phyllis and Cyril)
- Violakonsert, op. 108 (1971)
- Flöjtkonsert nr 2, op. 111 (1972)
- Klarinettkonsert nr 2, op. 115 (1974)
- Fantasy on a Theme of John Field op 116 (1975)
- Trumpetkonsert, op. 125 (1988)
- Blockflöjtskonsert, op. 133 (1988)
- Cellokonsert Shakespearean, op. 136 (1988)

#### Övrig orkestermusik
- Larch Trees, op. 3 (1943)
- Comedy Overture: Beckus the Dandipratt, op. 5 (1943)
- Divertimento nr 1, op. 1 (1945)
- The Smoke (Overture), op. 21 (1948)
- Divertimento nr 2, op. 24 (1950), omarbetad som op. 75 (1961)
- Serenade for Small Orchestra, op. 26 (1950)
- English Dances, Set 1, op. 27 (1950)
- Symphonic Study Machines op. 30 (1951)
- A Sussex Overture, op. 31 (1951)
- English Dances, Set 2, op. 33 (1951)
- Sinfonietta nr 1, op. 48 (1954)
- Tam o' Shanter Overture, opus 51 (1955)
- Little Suite No. 1, op. 53 (1955)
- A Grand, Grand Overture, op. 57 (1956)
- Four Scottish Dances, op. 59 (1957)
- Commonwealth Christmas Overture, op. 64 (1957)
- Little Suite No. 5, op. 93a (1957)
- Sinfonietta nr 2, op. 65 (1958)
- Sweeney Todd Concert Suite, op. 68a (1959)
- The Song of Simeon, op. 69 (1959)
- Little Suite No. 2, op. 78 (1961)
- Little Suite No. 4, op. 80a (1963)
- Sinfonietta nr 3, op. 81 (1964)
- Water Music, op. 82 (1964)
- Sunshine Overture, op. 83 (1964)
- Four Cornish Dances, op. 91 (1966)
- Peterloo Overture, op. 97 (1968)
- Anniversary Overture, op. 99 (1968)
- Concerto for 28 players, op. 105 (1970)
- The Fairfield Overture, op. 110 (1972)
- A Flourish for Orchestra, op. 112 (1973)
- Philharmonic Concerto, op. 120 (1976)
- Variationer för orkester, op. 122 (1977)
- Four Irish Dances, op. 126 (1986)
- Four Welsh Dances, op. 138 (1988)
- Robert Kett Overture, op. 141 (1988)
- Little Suite No. 3, op. 142 (1990)

### Kammarmusik

#### Tre eller fler instrument
- Trio för flöjt, viola och fagott, op. 6 (1942)
- Three Shanties for Woodwind Quintet, op. 4 (1943)
- Kvintett för flöjt, violin, viola, horn och fagott, op. 7 (1944)
- Stråkkvartett nr 1, op. 23 (1949)
- Divertimento för flöjt, oboe och klarinett, op. 37 (1952)
- Pianotrio, op. 54 (1956)
- Oboekvartett, op. 61 (1957)
- Brasskvintett nr 1, op. 73 (1961)
- Stråkkvartett nr 2, op. 118 (1975)
- Brasskvintett nr 2, op. 132 (1987)

#### Två instrument
- Duo för flöjt och viola, op. 10 (1946)
- Violinsonat nr 1, op. 15 (1947)
- Violasonat, op. 17 (1947)
- Flöjtsonatina, op. 19 (1948)
- Oboesonatina, op. 28 (1951)
- Klarinettsonatina, op. 29 (1951)
- Fantasi för flöjt och klarinett (1952)
- Blockflöjtssonatina, op. 41 (1953)
- Violinsonat nr 2, op. 43 (1953)
- Duo för två celli, op. 85 (1964)
- Five pieces for Violin and Piano, op. 84 (1965)
- Flöjtsonat, op. 121 (1977)
- Divertimento för två klarinetter, op. 135 (1988)

#### Ett instrument
- Fantasi för fagott, op. 86 (1966)
- Fantasi för klarinett, op. 87 (1966)
- Fantasi för horn, op. 88 (1966)
- Fantasi för flöjt, op. 89 (1966)
- Fantasi för oboe, op. 90 (1966)
- Fantasi för trumpet, op. 100 (1969)
- Fantasi för trombon, op. 101 (1969)
- Fantasi för tuba, op. 102 (1969)
- Fantasi för gitarr, op. 107 (1971)
- Fantasi för harpa, op. 117 (1975)
- Fantasi för blockflöjt, op. 127 (1987)
- Fantasi för cello, op. 130 (1987)

### Pianomusik
- Allegro i e-moll (1937)
- Three Piano Pieces (1937)
- Serenad för piano (1937)
- Day Dreams (1938)
- Two Piano Pieces (1941)
- Sonata for Piano (1942)
- Three Piano Pieces (1943)
- Variations on a Ukrainian Folk Song, op. 9 (1944)
- Prelude (1945)
- Children's Suite, op. 16 (1947)
- Two Bagatelles, op. 18 (1947)
- Eight English Dances, opp. 27, 33 (1950/51)
- Eight Children's Piano Pieces, op. 36 (1952)
- The Buccaneer (1952)
- Hobson's Choice (1953)
- Homage to the Queen (1953)
- Saraband och polka ur Solitaire (1956)
- Three Fantasies for Piano, op. 129 (1986)

### Musik för brassband
- Little Suite No 1 for Brass Band, op. 80 (1963)
- Little Suite No 2 for Brass Band, op. 93 (1967)
- Fantasy for Brass Band, op. 114a (1973)
- Symphony for Brass Instruments, op. 123 (1978)
- Little Suite No 3 for Brass Band, op. 131 (1987)

### Sånger och körmusik
- Laudate Dominum (Psalm 150) för kör och orgel, op. 25 (1950)
- Two Ceremonial Psalms, op. 35 (1952)
- John Clare Cantata, op. 52 (1955)
- Song of Praise "John Clare", op. 55 (1956)
- The Song of Simeon, op. 69 (1959)
- Parasol – TV musical (1960)
- Song of Freedom för kör och brassorkester, op. 109 (1972)
- The Return of Odysseus, op. 119 (1976)

### Filmmusik (urval)
Arnold komponerade musik till 62 spelfilmer (samt åtskilliga dokumentärer och TV-program), bland annat:
- Wings of Danger (1952)
- The Sound Barrier (1952) (regi David Lean)
- Stolen Face (1952) (regi Terence Fisher)
- The Holly and the Ivy (1952) (regi George More O'Ferrall)
- It Started in Paradise (1952) (regi Compton Bennett)
- The Captain's Paradise (1953) (regi Anthony Kimmins)
- Albert R.N. (1953) (regi Lewis Gilbert)
- Hobson's Choice (1954) (regi David Lean)
- You Know What Sailors Are (1954) (regi Ken Annakin)
- The Sleeping Tiger (1954) (regi Joseph Losey)
- Skolflickor är vi allihopa (1954) (regi Frank Launder)
- The Sea Shall Not Have Them (1954) (regi Lewis Gilbert)
- A Prize of Gold (1955) (regi Mark Robson)
- 1984 (1956) (regi Michael Anderson)
- Trapeze (1956) (regi Carol Reed)
- The Bridge on the River Kwai (1957) (regi David Lean)
- The Roots of Heaven (1958) (regi John Huston)
- Dunkirk (1958) (regi Leslie Norman)
- The Inn of the Sixth Happiness (1958) (regi Mark Robson)
- The Key (1958) (regi Carol Reed)
- Tunes of Glory (1960) (regi Ronald Neame)
- Whistle Down the Wind (1961) (regi Bryan Forbes)
- No Love for Johnnie (1961) (regi Ralph Thomas)
- The Inspector (1962) (regi Philip Dunne)
- The Heroes of Telemark (1965) (regi Anthony Mann)
- Sky West and Crooked (1966) (regi John Mills)
- David Copperfield (1969) (regi Delbert Mann)